# Parafia św. Jakuba Apostoła w Bakałarzewie
Parafia Świętego Jakuba Apostoła w Bakałarzewie – rzymskokatolicka parafia leżąca w dekanacie Filipów należącym do diecezji ełckiej. Erygowana w 1607.